# جو هامود
جو هامود (بالإنجليزية: Joe Hamood)‏ مواليد 7 سبتمبر 1943 - الوفاة 19 أغسطس 1970، كان لاعب كرة سلة أمريكي. حمل الرقم 22. بلغ طوله 6 قدم 0 بوصة (1.8 م). درس في مدرسة فوردسون الثانوية. لعب كرة الجامعية جامعة هيوستن. لعب في الرابطة الأمريكية لكرة السلة.

## روابط خارجية
- جو هامود على موقع سبورتس رفرنس (الإنجليزية)
- جو هامود على موقع كلية كرة السلة في سبورتس رفرنس.كوم (الإنجليزية)
- جو هامود على موقع بروبوليرز (الإنجليزية)